# Famille Chaix d'Est-Ange
La famille Chaix d'Est-Ange, anciennement Chaix, est une famille éteinte de l'ancienne bourgeoisie française originaire de Sisteron qui s'est distinguée par les fonctions politiques occupées par ses membres.
Elle a été illustrée par Gustave Louis Chaix d'Est-Ange, homme politique et avocat (1800-1876).

## Histoire
Les Chaix d’Est-Ange sont originaires de Moustiers-Sainte-Marie, dans les Alpes-de-Haute-Provence, où un Pierre Chaix dirige un moulin à foulon au milieu du XVIIe siècle. L’un de ses fils, François Chaix, est potier à Apt, tout comme son fils, Gaspard Chaix, et son petit-fils, également nommé Gaspard Chaix.
Selon le généalogiste Gustave Chaix d'Est-Ange (1863-1923) sa famille est originaire de Sisteron où elle occupait des charges locales depuis le XVe siècle : consuls, syndics, sénéchaux, et deux lieutenants généraux aux submissions en 1640 et 1675. Il ajoute que deux membres de sa famille ont été conseillers auditeurs en la Chambre des comptes de Provence au XVIIe siècle, que Gaspard de Chaix, seigneur de la Penne, avait été reconnu noble par la Cour souveraine des francs-fiefs en 1656 et 1674 et que son fils autre Gaspard avait été maintenu en sa noblesse en 1709 par le premier président du parlement d'Aix. La parenté des deux branches est possible mais non prouvée.

### Patronyme
Le fils aîné du second Gaspard Chaix, Richard Chaix (1757-1820), prit pour nom de religion (comme cela est courant) : Chaix de Saint-Ange. Les mots de Saint-Ange, en abrégé de St-Ange, sont devenus, par sa décision, d'Est-Ange sous la Révolution. Il fut prêtre et aumônier à la Salpêtrière, à Paris, pendant la Révolution. En 1789, il prononce un discours pour la bénédiction de drapeaux. Par la suite, il renonce à ses vœux et se marie. Sous l’Empire, il devient procureur général au tribunal de Reims. Par décision de justice en 1817, il sera ajouté d'Est-Ange à son patronyme Chaix.
Le fils de Richard, Gustave Louis Chaix d'Est-Ange (1800-1876), est un bâtonnier du barreau de Paris et homme politique dont le fils, Gustave Gaspard Chaix d'Est-Ange (1832-1887), embrasse à son tour la double carrière d'avocat et d'homme politique.
Auguste Chaix d'Est-Ange défendra Charles Baudelaire, qui lui dédicacera un exemplaire des Fleurs du Mal (1857) relié par Lortic frères, dont hérita le fils adoptif de Gustave, Emmanuel, marquis du Bourg de Bozas (devenu du Bourg de Bozas-Chaix d'Est-Ange par son adoption). Ce dernier le conserva dans la bibliothèque du château de Prye (reprod. p. 31 du catalogue de la vente du 11 au 15 mai 1990).
Gustave Gaspard Chaix d'Est-Ange se marie le 5 mai 1862 à Paris, dans le 8e arrondissement avec Jeanne Cléophile Joséphine Sipière (29 septembre 1843, Paris - 29 octobre 1917, Paris), fille du banquier Théophile Sipière (1809-1870) et de Julie Joséphine Archdeacon (1817-1902). De cette union sont nés le généalogiste Gustave Chaix d'Est-Ange, en 1863, et une fille, la baronne Joseph du Teil.
La famille Chaix d'Est-Ange porte les mêmes armes qu'une autre famille. Elles sont celles de la famille Chaix originaire de Sisteron dont les membres furent seigneurs de la Penne au XVIe siècle. Les membres de la famille Chaix d'Est-Ange se considéraient apparentés à cette famille en arguant d'une tradition mais non prouvée.
Elle est autorisée à adjoindre, par jugement du tribunal de Reims du 13 janvier 1817, le nom « d’Est-Ange » à celui de Chaix.[réf. nécessaire]

## Personnalités
- Gustave Louis Chaix d'Est-Ange (1800-1876), député de la Marne, sénateur sous le Second Empire, bâtonnier de l'ordre des avocats de Paris, procureur général près la Cour d'appel de Paris
- Gustave Gaspard Chaix d'Est-Ange (1832-1887), conseiller général du canton de Pellegrue, député de la Gironde, fils du précédent
- Gustave Chaix d'Est-Ange (1863-1923), généalogiste, fils du précédent

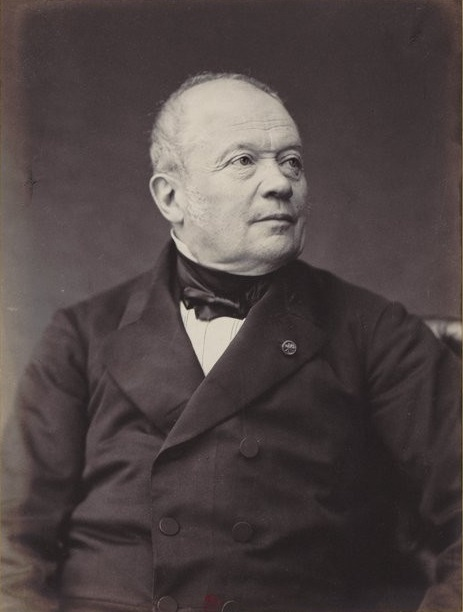
Gustave Louis Chaix d'Est-Ange (1800-1876)
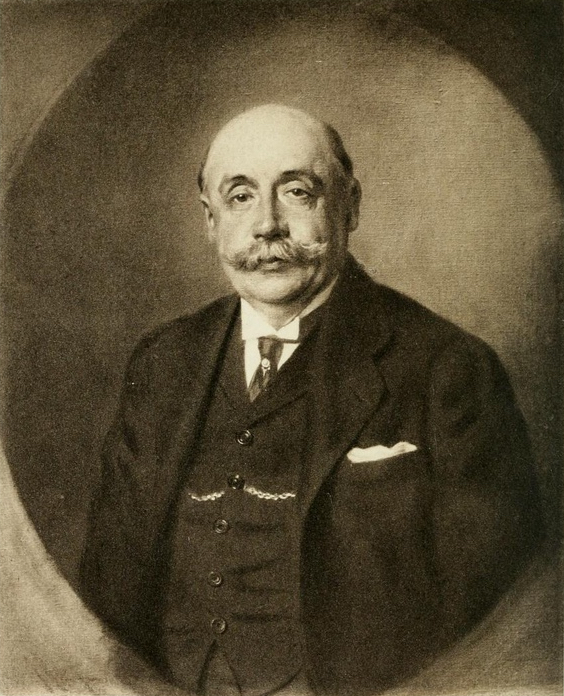
Gustave Chaix d'Est-Ange (1863-1923)

## Armoiries
« De gueules à un lion d’or couronné, armé et lampassé du même. »

(armes revendiquées mais non prouvées)

## Filiation
- Richard Chaix d'Est-Ange (1757-1820) X (1795) Victoire Lorges (1773-1820)
  - Gustave Chaix d'Est-Ange (1800-1876) X (1827) Claire Delaporte (1895-1865)
    - Gustave Chaix d'Est-Ange (1832-1887) X (1862) Jeanne Sipière (1843-1917)
      - Gustave Chaix d'Est-Ange (1863-1923) X (1895) Georgine de Fumel (1873-1863)
      - Jeanne Chaix d'Est-Ange (1866-1933) X (1890) Joseph du Teil (1863-1918)

## Alliances
Les principales alliances de la famille Chaix d'Est-Ange sont : Lorges (1795), Delaporte (1827), Sipière (1862), du Teil (1890), de Fumel (1895).